# Screen Actors Guild Awards 2019

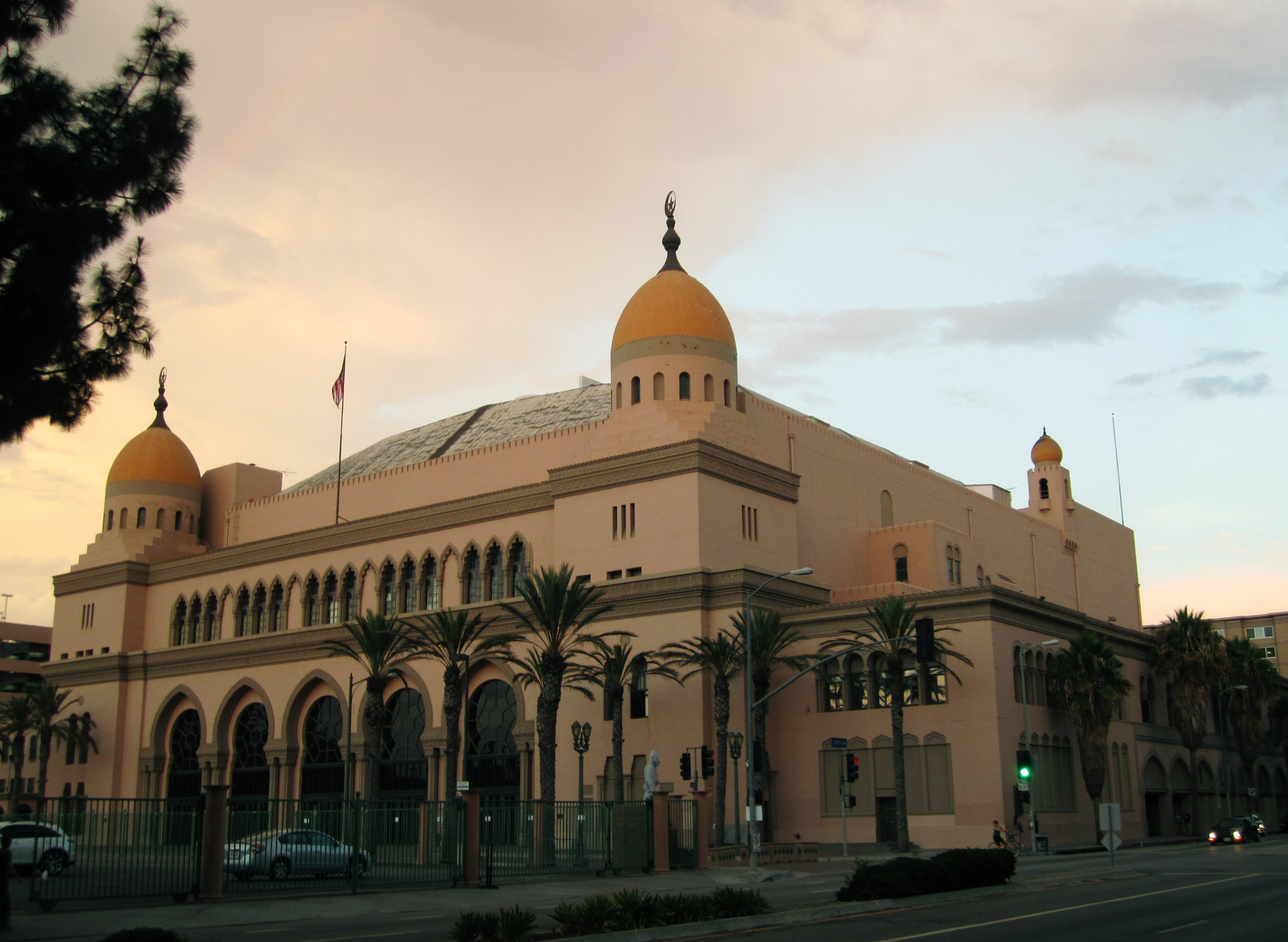
Das Shrine Exposition Center, Veranstaltungsort der Screen Actors Guild Awards 2019

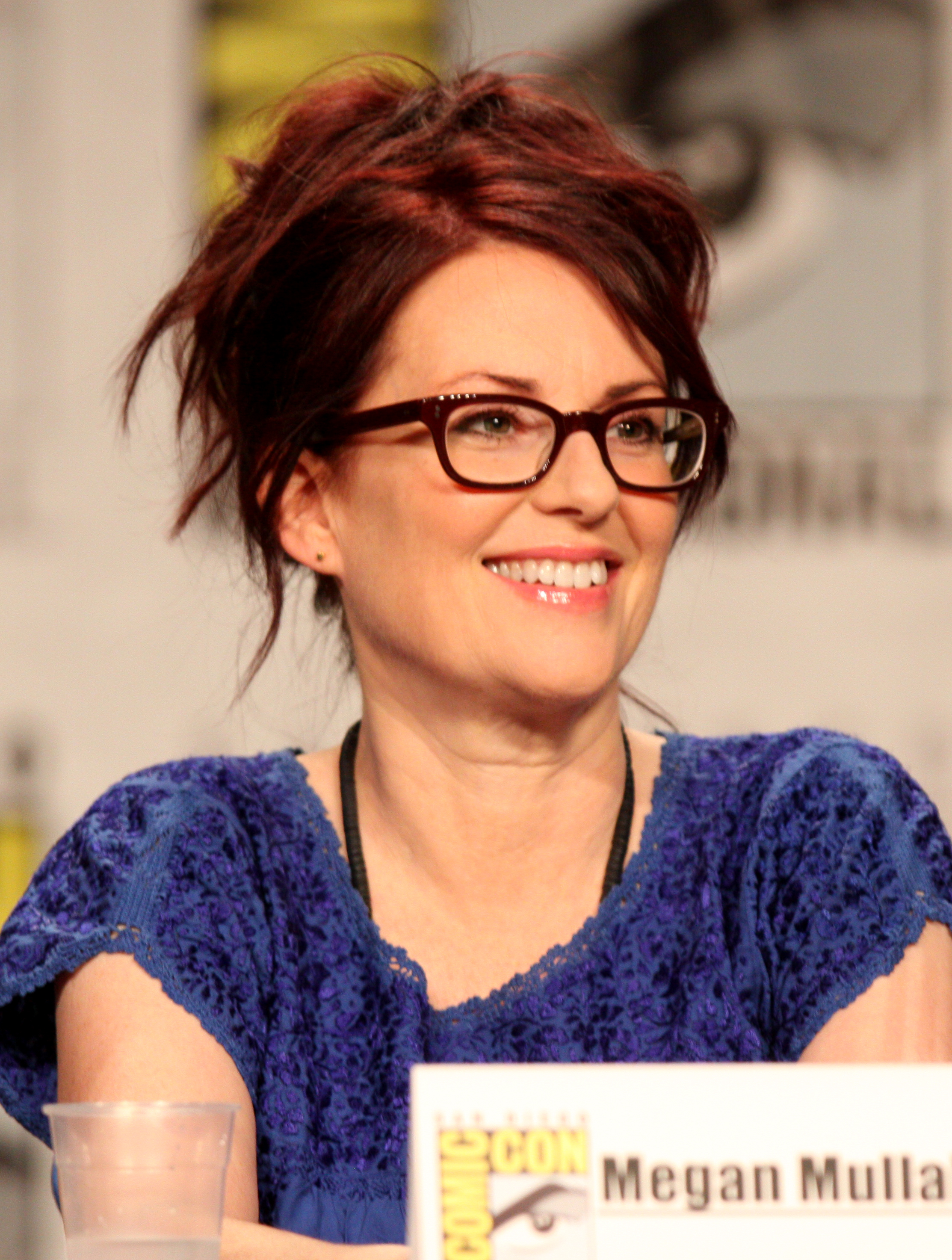
Megan Mullally, Moderatorin der Verleihung

Die 25. Verleihung der US-amerikanischen Screen Actors Guild Awards (englisch 25th Screen Actors Guild Awards), die die Screen Actors Guild jedes Jahr in den Bereichen Film (6 Kategorien) und Fernsehen (9 Kategorien) vergibt, fand am 27. Januar 2019 im Shrine Exposition Center in Los Angeles statt. Die so genannten SAG Awards ehrten, im Gegensatz beispielsweise zum Golden Globe Award, nur Film-, Fernseh- und Ensembleschauspieler und gelten als Gradmesser für die bevorstehende Oscar-Verleihung. Gekürt wurden die Sieger von den Mitgliedern der Screen Actors Guild, der man angehören muss, um in den Vereinigten Staaten als Schauspieler zu arbeiten.
Die Nominierten waren am 12. Dezember 2018 im Silver Screen Theater des Pacific Design Centers in West Hollywood von den Schauspielerinnen Awkwafina und Laverne Cox bekanntgegeben worden. In den Vereinigten Staaten wurde die Verleihung live von den Kabelsendern TNT und TBS gezeigt. Als Moderatorin führte Megan Mullally die Verleihung.
Für sein Lebenswerk wurde der US-amerikanische Schauspieler Alan Alda gewürdigt.

## Gewinner und Nominierte im Bereich Film
| Film                                     | N | A |
| ---------------------------------------- | - | - |
| A Star Is Born                           | 4 | 0 |
| BlacKkKlansman                           | 3 | 0 |
| The Favourite – Intrigen und Irrsinn     | 3 | 0 |
| Black Panther                            | 2 | 2 |
| Bohemian Rhapsody                        | 2 | 1 |
| Green Book – Eine besondere Freundschaft | 2 | 1 |
| Can You Ever Forgive Me?                 | 2 | 0 |
| Vice – Der zweite Mann                   | 2 | 0 |

### Bester Hauptdarsteller
Rami Malek – Bohemian Rhapsody
Christian Bale – Vice – Der zweite Mann (Vice)
Bradley Cooper – A Star Is Born
Viggo Mortensen – Green Book – Eine besondere Freundschaft (Green Book)
John David Washington – BlacKkKlansman

### Beste Hauptdarstellerin
Glenn Close – Die Frau des Nobelpreisträgers (The Wife)
Emily Blunt – Mary Poppins’ Rückkehr (Mary Poppins Returns)
Olivia Colman – The Favourite – Intrigen und Irrsinn (The Favourite)
Lady Gaga – A Star Is Born
Melissa McCarthy – Can You Ever Forgive Me?

### Bester Nebendarsteller
Mahershala Ali – Green Book – Eine besondere Freundschaft (Green Book)
Timothée Chalamet – Beautiful Boy
Adam Driver – BlacKkKlansman
Sam Elliott – A Star Is Born
Richard E. Grant – Can You Ever Forgive Me?

### Beste Nebendarstellerin
Emily Blunt – A Quiet Place
Amy Adams – Vice – Der zweite Mann (Vice)
Margot Robbie – Maria Stuart, Königin von Schottland (Mary Queen of Scots)
Emma Stone – The Favourite – Intrigen und Irrsinn (The Favourite)
Rachel Weisz – The Favourite – Intrigen und Irrsinn (The Favourite)

### Bestes Schauspielensemble in einem Film
Black Panther

Angela Bassett, Chadwick Boseman, Sterling K. Brown, Winston Duke, Martin Freeman, Danai Gurira, Michael B. Jordan, Daniel Kaluuya, Lupita Nyong’o, Andy Serkis, Forest Whitaker und Letitia Wright
A Star Is Born
Dave Chappelle, Andrew Dice Clay, Bradley Cooper, Sam Elliott, Rafi Gavron, Lady Gaga und Anthony Ramos
BlacKkKlansman
Harry Belafonte, Adam Driver, Topher Grace, Laura Harrier, Corey Hawkins und John David Washington
Bohemian Rhapsody
Lucy Boynton, Aidan Gillen, Ben Hardy, Tom Hollander, Gwilym Lee, Allen Leech, Rami Malek, Joseph Mazzello und Mike Myers
Crazy Rich (Crazy Rich Asians)
Awkwafina, Gemma Chan, Henry Golding, Ken Jeong, Lisa Lu, Harry Shum junior, Constance Wu und Michelle Yeoh

### Bestes Stuntensemble in einem Film
Black Panther
Ant-Man and the Wasp
Avengers: Infinity War
The Ballad of Buster Scruggs
Mission: Impossible – Fallout

## Gewinner und Nominierte im Bereich Fernsehen
| Serie/Film                                | N | A |
| ----------------------------------------- | - | - |
| The Marvelous Mrs. Maisel                 | 4 | 3 |
| Ozark                                     | 4 | 1 |
| GLOW                                      | 3 | 1 |
| Barry                                     | 3 | 0 |
| The Handmaid’s Tale – Der Report der Magd | 3 | 0 |
| The Kominsky Method                       | 3 | 0 |
| American Crime Story                      | 2 | 1 |
| This Is Us – Das ist Leben                | 2 | 1 |
| Better Call Saul                          | 2 | 0 |
| Grace and Frankie                         | 2 | 0 |
| Sharp Objects                             | 2 | 0 |
| Tom Clancy’s Jack Ryan                    | 2 | 0 |

### Bester Darsteller in einem Fernsehfilm oder Miniserie
Darren Criss – American Crime Story (The Assassination of Gianni Versace: American Crime Story)
Antonio Banderas – Genius (Genius: Picasso)
Hugh Grant – A Very English Scandal
Anthony Hopkins – King Lear
Bill Pullman – The Sinner

### Beste Darstellerin in einem Fernsehfilm oder Miniserie
Patricia Arquette – Escape at Dannemora
Amy Adams – Sharp Objects
Patricia Clarkson – Sharp Objects
Penélope Cruz – American Crime Story (The Assassination of Gianni Versace: American Crime Story)
Emma Stone – Maniac

### Bester Darsteller in einer Dramaserie
Jason Bateman – Ozark
Sterling K. Brown – This Is Us – Das ist Leben (This Is Us)
Joseph Fiennes – The Handmaid’s Tale – Der Report der Magd (The Handmaid’s Tale)
John Krasinski – Tom Clancy’s Jack Ryan
Bob Odenkirk – Better Call Saul

### Beste Darstellerin in einer Dramaserie
Sandra Oh – Killing Eve
Julia Garner – Ozark
Laura Linney – Ozark
Elisabeth Moss – The Handmaid’s Tale – Der Report der Magd (The Handmaid’s Tale)
Robin Wright – House of Cards

### Bester Darsteller in einer Comedyserie
Tony Shalhoub – The Marvelous Mrs. Maisel
Alan Arkin – The Kominsky Method
Michael Douglas – The Kominsky Method
Bill Hader – Barry
Henry Winkler – Barry

### Beste Darstellerin in einer Comedyserie
Rachel Brosnahan – The Marvelous Mrs. Maisel
Alex Borstein – The Marvelous Mrs. Maisel
Alison Brie – GLOW
Jane Fonda – Grace and Frankie
Lily Tomlin – Grace and Frankie

### Bestes Schauspielensemble in einer Dramaserie
This Is Us – Das ist Leben (This Is Us)

Eris Baker, Sterling K. Brown, Niles Fitch, Mackenzie Hancsicsak, Justin Hartley, Faithe Herman, Jon Huertas, Melanie Liburd, Chrissy Metz, Mandy Moore, Lyric Ross, Chris Sullivan, Milo Ventimiglia, Susan Kelechi Watson und Hannah Zeile
The Americans
Anthony Arkin, Scott Cohen, Brandon J. Dirden, Noah Emmerich, Laurie Holden, Margo Martindale, Matthew Rhys, Costa Ronin, Keri Russell, Keidrich Sellati, Miriam Shor und Holly Taylor
Better Call Saul
Jonathan Banks, Rainer Bock, Ray Campbell, Giancarlo Esposito, Michael Mando, Bob Odenkirk und Rhea Seehorn
The Handmaid’s Tale – Der Report der Magd (The Handmaid’s Tale)
Alexis Bledel, Madeline Brewer, Amanda Brugel, Ann Dowd, O. T. Fagbenle, Joseph Fiennes, Nina Kiri, Max Minghella, Elisabeth Moss, Yvonne Strahovski, Sydney Sweeney und Bahia Watson
Ozark
Jason Bateman, Lisa Emery, Skylar Gaertner, Julia Garner, Darren Goldstein, Jason Butler Harner, Carson Holmes, Sofia Hublitz, Laura Linney, Trevor Long, Janet McTeer, Peter Mullan, Jordana Spiro, Charlie Tahan, Robert C. Treveiler und Harris Yulin

### Bestes Schauspielensemble in einer Comedyserie
The Marvelous Mrs. Maisel

Caroline Aaron, Alex Borstein, Rachel Brosnahan, Marin Hinkle, Zachary Levi, Kevin Pollak, Tony Shalhoub, Brian Tarantina und Michael Zegen
Atlanta
Khris Davis, Donald Glover, Brian Tyree Henry und Lakeith Stanfield
Barry
Darrell Britt-Gibson, D’Arcy Carden, Andy Carey, Anthony Carrigan, Rightor Doyle, Glenn Fleshler, Alejandro Furth, Sarah Goldberg, Bill Hader, Kirby Howell-Baptiste, Paula Newsome, John Pirruccello, Stephen Root und Henry Winkler
GLOW
Britt Baron, Shakira Barrera, Alison Brie, Kimmy Gatewood, Betty Gilpin, Rebekka Johnson, Chris Lowell, Sunita Mani, Marc Maron, Kate Nash, Wyatt Nash, Sydelle Noel, Victor Quinaz, Gayle Rankin, Bashir Salahuddin, Kia Stevens, Jackie Tohn, Ellen Wong und Britney Young
The Kominsky Method
Jenna Lyng Adams, Alan Arkin, Sarah Baker, Casey Thomas Brown, Michael Douglas, Ashleigh LaThrop, Emily Osment, Graham Rogers, Susan Sullivan, Melissa Tang und Nancy Travis

### Bestes Stuntensemble in einer Fernsehserie
GLOW
Marvel’s Daredevil
Tom Clancy’s Jack Ryan
The Walking Dead
Westworld

## Preis für das Lebenswerk
Alan Alda